# شپشک‌های قرمزساز
شپشک‌های قرمزساز (نام علمی: Kermesidae) نام یک تیره از بالاخانواده شپشک است.